# Bellamy Brothers
Bellamy Brothers er en pop/country-duo fra USA. Bellamy Brothers består af Howard og David Bellamy.

## Diskografi
- Best of the best(compilation) (1975)
- The bellamy brothers best (1976)
- You can get crazy (1979)
- The two and only (1979)
- When we were boys (1982)
- Restless (1984)
- Howard & david (1985)
- Country rap (1986)
- Crazy from the heart (1987)
- Rollin' thunder (1991)
- Sons of beaches (1996)
- Christmas album (1996)
- Over the line (1997)
- Our best country songs (Ikke de orig. indspilninger)(inkl. DVD) (2006)

| Musikgruppe | Spire Denne artikel om en amerikansk musikgruppe er en spire som bør udbygges. Du er velkommen til at hjælpe Wikipedia ved at udvide den. |